# 제31회 부일영화상
제31회 부일영화상은 부산을 기반으로 하는 일간지 부산일보가 주최했다. 2022년 10월 6일 부산광역시 해운대구 시그니엘 부산 그랜드볼룸에서 개최되었다. 제31회 시상식에서는 2021년 8월 11일부터 2022년 8월 10일까지 개봉된 215편의 한국 영화에 대해 16개 부문에서 시상이 이루어졌다. 김남길과 최수영이 시상식의 진행을 맡았다.

## 심사위원단
심사위원단은 9명으로 구성되었다.
- 남동철: 부산국제영화제 수석 프로그래머
- 박기용: 영화진흥위원회 위원장
- 유지나: 영화평론가, 동국대학교 영화영상학과 교수
- 이무영: 영화감독, 동서대학교 영화과 교수
- 이주현: 부산일보 문화부 차장
- 이주현: 씨네21 편집장
- 전찬일: 영화평론가, 한국문화콘텐츠비평협회 회장
- 정민아: 영화평론가, 성결대학교 연극영화학부 교수
- 홍지영: 영화감독 - 새해전야

## 수상 및 후보
후보 및 수상자 (수상자는 볼드체로 표시)
| 최우수 작품상 | 최우수 감독상 |
| --- | --- |
| - 헤어질 결심 - 브로커 - 당신 얼굴 앞에서 - 비상선언 - 한산: 용의 출현                                                   | - 김한민 – 한산: 용의 출현 - 고레에다 히로카즈 – 브로커 - 박찬욱 – 헤어질 결심 - 이정재 (배우) – 헌트 - 변성현 – 킹메이커 - 홍상수 – 당신 얼굴 앞에서 |
| 남우주연상 | 여우주연상 |
| - 박해일 – 헤어질 결심 - 송강호 – 브로커 - 이정재 (배우) – 헌트 - 설경구 – 킹메이커 - 정우성 – 헌트 - 조진웅 – 경관의 피 | - 탕웨이 – 헤어질 결심 - 이정은 – 오마주 - 이혜영 – 당신 얼굴 앞에서 - 전도연 — 비상선언 - 천우희 – 앵커                                              |
| 남우조연상 | 여우조연상 |
| - 임시완 – 비상선언 - 권해효 – 오마주 - 박지환 – 범죄도시2 - 조우진 (배우) – 킹메이커 - 허성태 – 헌트                    | - 이수경 – 기적 (2021년 영화) - 김소진 – 비상선언 - 염정아 – 외계+인 1부 - 이주영 — 브로커 - 전혜진 – 헌트                                            |
| 신인 감독상 | 각본상 |
| - 이정재 (배우) – 헌트 - 윤서진 – 초록밤 - 이란희 – 휴가 - 이우정 – 최선의 삶 - 조은지 – 장르만 로맨스                   | - 정욱 – 좋은 사람 - 박찬욱, 정서경 – 헤어질 결심 - 이정재 (배우), 조승희 – 헌트 - 고레에다 히로카즈 – 브로커 - 변성현, 김민수 – 킹메이커             |
| 신인 남자 연기상 | 신인 여자 연기상 |
| - 이효제 – 좋은 사람 - 탕준상 – 오마주 - 김동휘 – 이상한 나라의 수학자 - 이홍내 – 뜨거운 피 - 손석구 – 범죄도시2         | - 최성은 – 십개월의 미래 - 이지은 – 브로커 - 김혜윤 – 불도저에 탄 소녀 - 방민아 – 최선의 삶 - 고윤정 – 헌트                                           |
| 촬영상 | 미술/기술상 |
| - 김지용 – 헤어질 결심 - 이모개 – 헌트 - 김태성 – 한산: 용의 출현 - 조형래 – 킹메이커 - 홍경표 – 브로커                  | - 정성진, 정철민 – 한산: 용의 출현 (VFX) - 박일현 – 헌트 (미술) - 류성희 – 헤어질 결심 (미술) - 제갈승 – 외계+인 1부 (VFX) - 한아름 – 킹메이커 (미술) |
| 음악상 | 유현목 영화예술상 |
| - 조영욱 – 헤어질 결심 - 김종연 – 라임 크라임 - 이동준 – 장르만 로맨스 - 장영규 – 외계+인 1부 - 정재일 – 브로커          | - 이란희 |
| 인기 스타상 - 남자 | 인기 스타상 - 여자 |
| - 변요한 – 한산: 용의 출현                                                                                               | - 이지은 – 브로커 |

## 같이 보기
- 제58회 백상예술대상
- 제58회 대종상
- 제43회 청룡영화상
- 제27회 춘사국제영화제